# 萨布隆
萨布隆（法語：Sablon，法語發音：[sablɔ̃]，荷蘭語：[ˈzaːvəl] ⓘ）是比利时布鲁塞尔历史城区附近的一个高地，其核心是位于西南方的大萨布隆广场和位于东南方的小萨布隆广场。萨布隆圣母教堂位于萨布隆中心，将两个广场分开。